# Réseau très basse altitude
En France, le réseau très basse altitude de la Défense ou RTBA est un ensemble de zones aériennes réglementées reliées entre elles. Il est utilisé « notamment pour l'entraînement des appareils de combat destinés à effectuer des missions de dissuasion nucléaire ».
Le contournement du RTBA est obligatoire en période d'activité, l'anti-abordage n'y étant pas assuré.